# Зиг, Виктор
Шарль Виктор Зиг (фр. Charles-Victor Sieg; 8 августа 1837, Тюркем — 6 апреля 1899, Кольмар) — французский органист и композитор из Эльзаса.
Сын и ученик Констана Зига (1807—1891), преподавателя музыки и органиста кольмарской церкви Святого Мартина. Затем окончил Парижскую консерваторию (1863), где учился у Франсуа Бенуа (орган) и Амбруаза Тома (композиция).
В 1864 году был удостоен Римской премии за кантату «Айвенго» (по мотивам одноимённого романа Вальтера Скотта), опередив участвовавшего в конкурсе Камиля Сен-Санса, к тому времени уже известного солиста и композитора. Как писал входивший в жюри Гектор Берлиоз, «мы дали Римскую премию молодому человеку, который не ожидал, что выиграет, и чуть не сошёл с ума от радости. Мы все ожидали, что приз достанется Камилю Сен-Сансу. <…> Но другой конкурсант, будучи ещё студентом, имеет внутренний огонь, вдохновение, он чувствует, что может сделать то, что другие не могут…».
Тем не менее, эта кантата, с успехом исполненная в том же году в Парижской опере, осталась единственным заметным сочинением Зига, хотя в период пребывания в Риме, как лауреат премии, он вроде бы (по сообщению Артюра Пужена) сочинил комическую оперу. Известны также отдельные фортепианные пьесы Зига. В дальнейшем он служил органистом в парижских церквях Сен-Мерри и Нотр-Дам-де-Клиньянкур, занимал должность инспектора по преподаванию пения в муниципальных школах Парижа.
Имя Зига носит улица (фр. rue Victor-Sieg) в его родном городе.